# Бернацкий, Николай Викторович
Никола́й Ви́кторович Берна́цкий (1845—1892) — русский инженер путей сообщения, действительный статский советник.

## Биография
После окончания в 1864 году Институт инженеров путей сообщения он был определён на Московско-Орловскую железную дорогу, с 7 марта 1865 года — начальником 1-й дистанции Московско-Курской железной дороги. В 1872 году он перешёл на Либаво-Роменскую железную дорогу, где в 1874 году  занял должность заместителя управляющего этой дорогой. С 1876 года он стал исполнять должность начальника Московско-Курской железной дороги; утверждён в должности в следующем, 1877 году.
С 1879 года Бернацкий занял должность начальника технического отделения правления Московско-Рязанской, Рязанско-Козловской и Курско-Киевской железных дорог. В 1887 году он был принят  инженером V класса в Министерство путей сообщения — заведующим техническим отделом Департамента железных дорог на правах вице-директора и членом временного управления казённых железных дорог. Бернацким был переведён с немецкого и опубликован в России  очерк М. М. Вебера «Условия безопасности железнодорожного движения» (М.: тип. В. Я. Барбей, 1880. — 149 с.).
В 1891 году произведён в действительные статские советники. В 1892 году назначен членом Инженерного совета Министерства путей сообщения.
Умер в Санкт-Петербурге 16 (28) декабря 1892 года; похоронен в Москве, в Алексеевском женском монастыре.

## Семья
Был женат на Елене Павловне Мейнгардт (1848—1919), сестре революционерок Марии Павловны Лешерн фон Герцфельд и Анны Павловны Прибылёвой-Корбы. Ранняя смерть их пятерых детей подорвала здоровье Бернацкого.